# 桑德斯 (堪薩斯州斯坦頓縣)
桑德斯（英語：Saunders）是位於美國堪薩斯州斯坦頓縣的一個非建制地區。

## 地理
桑德斯所處的海拔為高於海平面1115米（即3658英呎），而該地所採用的時區為UTC-6，即北美中部時區（CST）。同時該地設有夏令時間，為UTC-6調快一小時，即UTC-5（CDT）。